# Миливоје Гугуловић
Миливоје Гугуловић (Ниш, 10. децембар 1920 — 13. фебруар 2002) је био југословенски међународни фудбалски судија, родом из Ниша.

## Каријера
Био је члан ФИФА-е од 1967. до 1975. и судио је у 12 међународних мечева. Судио је у два меча квалификација за Светско првенство 1974., шест меча у квалификацијама за Европско првенство у 1968 (2 меча), 1972 (3 меча), 1976 (1 меч), као и два пријатељска меча. Такође је учествовао као главни судија у два меча на Олимпијским играма 1968.
У клупском фудбалу је судио у неким УЕФА-иним такмичењима попут Купа европских шампиона и квалификација (10+1), Куп УЕФА (6), и Куп победника купова (7). Судио је у оба меча финала Купа Југославије 1968/69. и други меч финала Купа Југославије 1969/70.. Круна каријере је суђење у финалу КЕШ-а 1973 између Ајакса и Јувентуса на Стадиону Црвене звезде.